# Kopiec (powiat tomaszowski)
Kopiec – wieś w Polsce położona w województwie łódzkim, w powiecie tomaszowskim, w gminie Żelechlinek.
| SIMC    | Nazwa    | Rodzaj    |
| ------- | -------- | --------- |
| 0558475 | Stefanów | część wsi |

W latach 1975–1998 miejscowość administracyjnie należała do województwa piotrkowskiego.